# Morys Bruce
Morys George Lyndhurst Bruce (ur. 16 stycznia 1919, zm. 23 stycznia 2005) – brytyjski arystokrata i polityk, najstarszy syn Clarence’a Bruce’a, 3. barona Aberdare i Margaret Black, córki Adama Blacka.
Swoją edukację rozpoczął w 1932 r. w Winchester College. 4 lata później ukończył oksfordzki New College. Później wstąpił do British Army, osiągając rangę porucznika Gwardii Walijskiej (Welsh Guards). W 1942 r. osiągnął rangę kapitana. Później pełnił różne funkcje w sztabie XII korpusu i XXX korpusu w czasie i po zakończeniu II wojny światowej.
W 1947 r. rozpoczął pracę w studiu filmowym J. Arthura Ranka. Pracował tam przez dwa lata, po czym rozpoczął pracę w BBC. Pracował tam do 1956 r. Rok później zmarł jego ojciec i Morys został 4. baronem Aberdare i zasiadł w Izbie Lordów. W 1970 r. został ministrem stanu w ministerstwie zdrowia i bezpieczeństwa socjalnego. W 1974 r. zasiadł w Tajnej Radzie i został ministrem bez teki. W latach 1976–1992 był przewodniczącym Komitetu Izby Lordów (zastępcą speakera Izby Lordów). W 1984 r. został odznaczony Krzyżem Komandorskim Orderu Imperium Brytyjskiego. Po reformie Izby Lordów z 1999 r. lord Aberdare wciąż zasiadał w Izbie jako jeden z parów elekcyjnych.
Lord Aberdare był również zastępcą Lorda Namiestnika Glamorgan (w latach 1966–1980) oraz Dyfed (w 1985). Pełnił również wiele funkcji w Zakonie Św. Jana Jerozolomskiego, m.in. był przeorem Walii w latach 1958–1988. W 1985 r. uzyskał tytuł honorowego doktora praw Uniwersytetu Walijskiego. Napisał również książki The Story of Tennis oraz Willis Faber Book of Tennis and Rackets.
1 czerwca 1946 r. poślubił Maud Helen Sarah Dashwood, córkę sir Johna Dashwooda, 10. baroneta i Helen Eaton, córki podpułkownika Vernona Eatona. Morys i Maud mieli razem czterech synów:
- Alastair John Lyndhurst Bruce (ur. 2 maja 1947), 5. baron Aberdare
- James Henry Morys Bruce (ur. 28 grudnia 1948), ożenił się z Grace Wu, Lucindą West i Mary Elisabeth, ma dzieci z dwóch pierwszych małżeństw
- Henry Adam Francis Bruce (ur. 5 lutego 1962), ożenił się z Victorią Ramsden, ma dzieci
- Charles Benjamin Bruce (ur. 29 maja 1965), ożenił się z Anną Brannerydh, nie ma dzieci